# Nati il 25 dicembre
| Questa pagina contiene informazioni ricavate automaticamente dalle voci biografiche con l'ausilio del template Bio e di un bot. L'aggiornamento è periodico e automatico e ricostruisce completamente la pagina. Se manca una persona in questa lista, sei pregato di non aggiungerla, ma accertati piuttosto che la sua voce biografica contenga il template Bio e che i dati anagrafici siano correttamente compilati. Se il template Bio manca, inseriscilo tu stesso o, in alternativa, metti l'avviso {{tmp\|Bio}} che ne segnala la mancanza. Se i dati riportati sono sbagliati, correggi direttamente la voce biografica; le modifiche saranno visibili in questa lista entro pochi giorni. Per chiarimenti vedi il progetto biografie. La lista contiene solo le 1.071 persone che sono citate nell'enciclopedia e per le quali è stato implementato correttamente il template Bio. Pagina aggiornata al 9 ago 2025. |

## XIII secolo(2)
- 1250 - Giovanni IV Lascaris, imperatore bizantino
- 1281 - Alice de Lacy, nobile britannica († 1348)

## XIV secolo(1)
- 1396 - Pievano Arlotto, presbitero italiano († 1484)

## XV secolo(7)
- 1424 - Margherita Stewart, principessa scozzese († 1445)
- 1458 - Amago Tsunehisa, militare giapponese († 1541)
- 1461 - Cristina di Sassonia, principessa († 1521)
- 1463 - Giovanni di Schwarzenberg-Hohenlandsberg, nobile tedesco († 1528)
- 1476 - Luisa de' Medici, italiana († 1488)
- 1490 - Giovanni Marinoni, presbitero italiano († 1562)
- 1494 - Antonia di Borbone-Vendôme, nobildonna († 1583)

## XVI secolo(12)
- 1505 - Cristina di Sassonia, nobile tedesca († 1549)
- 1516 - Richard Bertie, politico inglese († 1582)
- 1517 - Domenico Venier, poeta italiano († 1582)
- 1521 - Carlo d'Aragona Tagliavia, nobile, politico e militare italiano († 1599)
- 1538 - Luigi d'Este, cardinale italiano († 1586)
- 1560 - Pietro Paolo Navarro, religioso italiano († 1622)
- 1563 - Guidubaldo Bonarelli della Rovere, nobile e poeta italiano († 1608)
- 1564 - Abraham Bloemaert, pittore olandese († 1651)
- 1564 - Johannes Buxtorf il Vecchio, ebraista e docente tedesco († 1629)
- 1583 - Orlando Gibbons, compositore e organista inglese († 1625)
- 1584 - Margherita d'Austria-Stiria, regina († 1611)
- 1585 - Cristiano di Waldeck, nobile tedesco († 1637)

## XVII secolo(20)
- 1601 - Ernesto I di Sassonia-Gotha-Altenburg, duca tedesco († 1675)
- 1603 - Placido Titi, monaco cristiano e astronomo italiano († 1668)
- 1610 - Charles Howard, III conte di Nottingham, nobile inglese († 1681)
- 1616 - Christian Hofmann von Hofmannswaldau, poeta tedesco († 1679)
- 1624 - Angelus Silesius, poeta e mistico tedesco († 1677)
- 1627 - Girolamo Fabri, presbitero e storico italiano († 1679)
- 1628 - Noël Coypel, pittore francese († 1707)
- 1638 - Michel Bégon, funzionario e naturalista francese († 1710)
- 1642 - Isaac Newton, matematico e fisico inglese († 1727)
- 1644 - Johann Jacob Zimmermann, teologo, astronomo e scrittore tedesco († 1693)
- 1651 - Pedro Manuel Colón de Portugal, nobile e funzionario spagnolo († 1710)
- 1652 - Archibald Pitcairne, medico scozzese († 1713)
- 1660 - Charles Somerset, marchese di Worcester, nobile inglese († 1698)
- 1665 - Grizel Baillie, scrittrice e cantautrice scozzese († 1746)
- 1667 - Melusine von der Schulenburg, nobile tedesca († 1743)
- 1686 - José Manuel da Câmara d'Atalaia, cardinale e patriarca cattolico portoghese († 1758)
- 1686 - Christoph Matthäus Pfaff, teologo tedesco († 1760)
- 1686 - Giovanni Battista Somis, violinista e compositore italiano († 1763)
- 1696 - Giovanni Ernesto di Sassonia-Weimar, principe e compositore tedesco († 1715)
- 1700 - Leopoldo II di Anhalt-Dessau, principe tedesco († 1751)

## XVIII secolo(57)
- 1706 - Maria Anna di Schwarzenberg, principessa tedesca († 1755)
- 1708 - Antonino Valsecchi, teologo, predicatore e religioso italiano († 1791)
- 1709 - Julien Offray de La Mettrie, medico e filosofo francese († 1751)
- 1711 - Mademoiselle Gaussin, attrice teatrale francese († 1767)
- 1711 - Jean-Joseph de Mondonville, compositore e musicista francese († 1772)
- 1712 - Pietro Chiari, gesuita, drammaturgo e scrittore italiano († 1785)
- 1716 - Johann Jakob Reiske, filologo classico, orientalista e numismatico tedesco († 1774)
- 1717 - Papa Pio VI, papa, vescovo cattolico e cardinale italiano († 1799)
- 1720 - Anna Maria Pertl, austriaca († 1778)
- 1722 - Stanisław Lubomirski, politico e nobile polacco († 1782)
- 1722 - Prithvi Narayan Shah, re nepalese († 1775)
- 1724 - John Michell, astronomo, geologo e fisico inglese († 1793)
- 1725 - Esteban Salas y Castro, compositore e presbitero cubano († 1803)
- 1726 - Christian Wilhelm Franz Walch, teologo e storico austriaco († 1784)
- 1728 - Vittorio Amedeo Cigna-Santi, poeta e librettista italiano († 1799)
- 1728 - Johann Adam Hiller, compositore tedesco († 1804)
- 1730 - Filippo Mazzei, medico, filosofo e saggista italiano († 1816)
- 1731 - Domenico Arcaroli, arcivescovo cattolico italiano († 1826)
- 1741 - Federico Carlo di Wied-Neuwied, principe († 1809)
- 1742 - Charlotte von Stein, scrittrice tedesca († 1827)
- 1747 - Robert Cleveley, pittore e militare britannico († 1809)
- 1753 - Emmanuel Henri Louis Alexandre de Launay, politico francese († 1812)
- 1753 - María Manuela Pignatelli de Aragón y Gonzaga, nobile spagnola († 1816)
- 1754 - Jean Baptiste Bouchotte, politico e militare francese († 1840)
- 1756 - Bartolomeo Pacca, cardinale italiano († 1844)
- 1759 - Richard Porson, filologo classico, metricista e bibliotecario britannico († 1808)
- 1761 - Claudio Salvatore Balzari, pittore italiano († 1839)
- 1761 - William Gregor, presbitero e mineralogista britannico († 1817)
- 1762 - Michael Kelly, cantante e compositore irlandese († 1826)
- 1763 - Claude Chappe, inventore francese († 1805)
- 1764 - Ferdinand August von Spiegel, arcivescovo cattolico tedesco († 1835)
- 1767 - Henry Lascelles, II conte di Harewood, nobile e politico inglese († 1841)
- 1769 - August Heinrich Matthiae, filologo classico tedesco († 1835)
- 1770 - Jacob Zellweger, imprenditore e politico svizzero († 1821)
- 1771 - Luigi Natale Vernazzi, orafo italiano († 1836)
- 1771 - Charles Athanase Walckenaer, naturalista e letterato francese († 1852)
- 1771 - Dorothy Wordsworth, scrittrice e poetessa inglese († 1855)
- 1775 - Gustav Heinrich von Braun, generale e politico prussiano († 1859)
- 1775 - Antonio Sorgo, compositore, diplomatico e scrittore dalmata († 1841)
- 1779 - Arcangelo Michele Migliarini, pittore, antiquario e museologo italiano († 1865)
- 1781 - Lady Morgan, scrittrice irlandese († 1859)
- 1785 - Étienne de Gerlache, politico, avvocato e nobile belga († 1871)
- 1785 - Jacopo Sanvitale, letterato, scienziato e politico italiano († 1867)
- 1789 - August von Goethe, scrittore tedesco († 1830)
- 1792 - Antonio Adamini, architetto svizzero († 1846)
- 1793 - Andrea Charvaz, arcivescovo cattolico italiano († 1870)
- 1793 - Demetrio Ypsilanti, patriota e generale greco († 1832)
- 1794 - Evasio Radice, patriota e politico italiano († 1855)
- 1795 - Charles-Jean Avisseau, ceramista francese († 1861)
- 1796 - Juan Esteban Pedernera, militare e politico argentino († 1886)
- 1796 - Karl Friedrich von Steinmetz, generale tedesco († 1877)
- 1797 - Joseph-Marie Quérard, scrittore e bibliografo francese († 1865)
- 1799 - Manuel Bulnes, generale e politico cileno († 1866)
- 1799 - August Riedel, pittore tedesco († 1883)
- 1800 - Emmanuel Bich, medico e politico italiano († 1866)
- 1800 - John Phillips, geologo britannico († 1874)
- 1800 - Manuel Bento Rodrigues da Silva, cardinale e patriarca cattolico portoghese († 1869)

## XIX secolo(190)
- 1801 - Antonio Angeleri, pianista italiano († 1880)
- 1802 - Ludolf Wienbarg, scrittore tedesco († 1872)
- 1803 - Stefano Paolo Rambaldi, presbitero italiano († 1865)
- 1806 - Martha Coffin Wright, insegnante statunitense († 1875)
- 1806 - Marija Nikolaevna Raevskaja, nobildonna russa († 1863)
- 1808 - Albert Grisar, compositore belga († 1869)
- 1808 - Honoria Lawrence, scrittrice britannica († 1854)
- 1808 - Natale Talamini, presbitero, letterato e patriota italiano († 1876)
- 1810 - Lorenzo Lorraine Langstroth, pastore protestante e inventore statunitense († 1895)
- 1810 - Francis de Laporte de Castelnau, naturalista, entomologo e esploratore francese († 1880)
- 1811 - Wilhelm Emmanuel von Ketteler, vescovo cattolico, teologo e politico tedesco († 1877)
- 1813 - Antoine Jean Jacques Eugène Paulze d'Ivoy, generale francese († 1893)
- 1813 - Friedrich Wilhelm Weber, poeta e politico tedesco († 1894)
- 1813 - Giovanni de Rubertis, dirigente pubblico, traduttore e poeta italiano († 1889)
- 1815 - Antonio Santelmo, patriota italiano († 1881)
- 1815 - Temistocle Solera, librettista, compositore e poeta italiano († 1878)
- 1816 - Giambattista Giustinian, politico italiano († 1888)
- 1818 - Eugène Despois, giornalista francese († 1876)
- 1819 - Vittorio Zoppi, prefetto e politico italiano († 1907)
- 1820 - Salvatore Calvino, patriota, militare e politico italiano († 1883)
- 1820 - Theodor Wertheim, chimico austriaco († 1864)
- 1820 - Eugenio di Württemberg, nobile tedesco († 1875)
- 1821 - Clara Barton, insegnante statunitense († 1912)
- 1823 - Edmund Chipp, organista e compositore inglese († 1886)
- 1825 - Henri de Bornier, scrittore, drammaturgo e poeta francese († 1901)
- 1825 - Stephen Fowler Chadwick, politico statunitense († 1895)
- 1827 - Paolo Geymonat, pastore protestante italiano († 1907)
- 1828 - Theodore Low De Vinne, tipografo statunitense († 1914)
- 1828 - Felice di Salm-Salm, generale e nobile tedesco († 1870)
- 1831 - Salomon Lefmann, filologo tedesco († 1912)
- 1831 - Johann Ritter von Herbeck, compositore e direttore d'orchestra austriaco († 1877)
- 1833 - Adelaide Maria di Anhalt-Dessau, principessa († 1916)
- 1834 - Nikolaj Aleksandrovič Serno-Solov'evič, scrittore e rivoluzionario russo († 1866)
- 1836 - Francesco Cirio, imprenditore italiano († 1900)
- 1837 - Frédéric Cournet, politico e giornalista francese († 1885)
- 1837 - Arnold Pagenstecher, medico e entomologo tedesco († 1913)
- 1838 - Andrew White Tuer, scrittore, editore e tipografo britannico († 1900)
- 1840 - Joséphine Houssay, pittrice e litografa francese († 1914)
- 1840 - Pietro Scaratti, patriota e militare italiano († 1912)
- 1842 - Julia Widgrén, fotografa finlandese († 1917)
- 1844 - Giovanni Bedini, pittore italiano († 1924)
- 1844 - Agnes Leclerc Joy, militare e infermiera statunitense († 1912)
- 1845 - Karl Reimer, chimico tedesco († 1883)
- 1846 - Billy Breakenridge, scrittore e attore statunitense († 1931)
- 1846 - Pietro Rosano, politico e avvocato italiano († 1903)
- 1847 - William A. Shinkman, compositore di scacchi statunitense († 1933)
- 1847 - Victor Vignon, pittore francese († 1909)
- 1848 - Alberto Castoldi, ingegnere e politico italiano († 1922)
- 1848 - Enrico Golisciani, librettista italiano († 1918)
- 1848 - Henry Greffulhe, nobile e politico francese († 1932)
- 1849 - Magnus Blix, fisiologo svedese († 1904)
- 1849 - Fabio Chigi Saracini, nobile italiano († 1906)
- 1849 - Nogi Maresuke, militare e politico giapponese († 1912)
- 1849 - Alberto Tonelli, matematico italiano († 1920)
- 1850 - Isabella Valency Crawford, poetessa canadese († 1887)
- 1850 - Ettore De Maria Bergler, pittore italiano († 1938)
- 1851 - James J. Thomson, calciatore scozzese († 1915)
- 1852 - Henry Gage, politico statunitense († 1924)
- 1852 - Lionel Royer, pittore francese († 1926)
- 1853 - Ernest Arnfield, allenatore di calcio inglese († 1945)
- 1853 - Joseph Lateiner, drammaturgo rumeno († 1935)
- 1855 - Salvatore Calandruccio, chirurgo e entomologo italiano († 1908)
- 1856 - Natale Bruni, arcivescovo cattolico italiano († 1926)
- 1856 - Pud Galvin, giocatore di baseball statunitense († 1902)
- 1856 - Jur Janoška, vescovo luterano e scrittore slovacco († 1930)
- 1856 - Robert Viren, ammiraglio russo († 1917)
- 1857 - John Percy Farrar, alpinista e militare inglese († 1929)
- 1857 - Pedro Pablo Figueroa, scrittore cileno († 1909)
- 1859 - Jean-François Heymans, farmacologo e fisiologo belga († 1932)
- 1859 - Anna Palm de Rosa, pittrice svedese († 1924)
- 1860 - Manwell Dimech, scrittore, giornalista e politico maltese († 1921)
- 1860 - Walter Weston, presbitero e missionario inglese († 1940)
- 1862 - Raoul de Boigne, tiratore a segno francese († 1949)
- 1863 - César Bettex, tiratore a volo francese
- 1864 - George Washington Maher, architetto statunitense († 1926)
- 1865 - Evangeline Booth, religiosa britannica († 1950)
- 1865 - Speri Della Chiesa Jemoli, giornalista e poeta italiano († 1946)
- 1866 - John M. Slaton, politico statunitense († 1955)
- 1866 - Max Wien, fisico tedesco († 1938)
- 1867 - Antonio Chiribiri, imprenditore italiano († 1943)
- 1867 - Alfred Kerr, scrittore tedesco († 1948)
- 1867 - William Lashly, esploratore e militare britannico († 1940)
- 1867 - Guglielmo Talamini, pittore italiano († 1918)
- 1868 - Eugenie Besserer, attrice statunitense († 1934)
- 1869 - Shekib Arslan, politico e scrittore libanese († 1946)
- 1869 - Charlie Parry, calciatore gallese († 1922)
- 1869 - Ahmed Shawqi, poeta e drammaturgo egiziano († 1932)
- 1870 - Carlo Gamba, storico dell'arte italiano († 1963)
- 1870 - Paolo Ferraro, brigante italiano († 1902)
- 1870 - Lloyd Hildebrand, pistard britannico († 1924)
- 1871 - Harvey Sims, giocatore di curling canadese († 1945)
- 1872 - William Conklin, attore statunitense († 1935)
- 1872 - Helena Rubinstein, imprenditrice polacca († 1965)
- 1872 - Walter Augustin Villiger, astronomo svizzero († 1938)
- 1873 - Nina E. Allender, attivista e artista statunitense († 1957)
- 1873 - Vladimir Ghika, diplomatico e presbitero rumeno († 1954)
- 1874 - Camilo Bargiela, scrittore, traduttore e diplomatico spagnolo († 1910)
- 1874 - Lina Cavalieri, soprano e attrice italiana († 1944)
- 1874 - Antonio Discovolo, pittore italiano († 1956)
- 1874 - Marie Krogh, fisiologa e medico danese († 1943)
- 1875 - Orazio Cipriani, giornalista e banchiere italiano († 1942)
- 1875 - Theodor Innitzer, cardinale e arcivescovo cattolico austriaco († 1955)
- 1875 - Freydoun Malkom, schermidore persiano († 1954)
- 1876 - Costante Adolfo Bossi, organista, compositore e insegnante italiano († 1953)
- 1876 - Giuseppe De Luca, baritono italiano († 1950)
- 1876 - Mohammad Ali Jinnah, politico pakistano († 1948)
- 1876 - Natale Prampolini, ingegnere e politico italiano († 1959)
- 1876 - Adolf Otto Reinhold Windaus, chimico tedesco († 1959)
- 1877 - Luigi Cesare Bollea, storico italiano († 1934)
- 1878 - Louis Chevrolet, pilota automobilistico e imprenditore svizzero († 1941)
- 1878 - Joseph Schenck, produttore cinematografico russo († 1961)
- 1879 - Igo Etrich, aviatore e ingegnere austro-ungarico († 1967)
- 1879 - Grace George, attrice statunitense († 1961)
- 1879 - Riccardo Nowak, schermidore italiano († 1950)
- 1881 - Victor Abeloos, pittore belga († 1965)
- 1881 - Vladimir Balljuzek, regista cinematografico russo († 1956)
- 1881 - John Dill, generale britannico († 1944)
- 1881 - Samuel Shipman, commediografo statunitense († 1937)
- 1882 - Gordon Balfour, canottiere canadese († 1949)
- 1882 - Francesco Imberti, arcivescovo cattolico italiano († 1967)
- 1883 - Hugo Bergmann, filosofo israeliano († 1975)
- 1883 - Christine Mayo, attrice statunitense († 1961)
- 1883 - Hans Walther, ammiraglio tedesco († 1950)
- 1884 - Sam Berger, pugile statunitense († 1925)
- 1884 - Giuseppe Lavia, politico italiano († 1955)
- 1884 - Evelyn Nesbit, modella, ballerina e attrice statunitense († 1967)
- 1885 - Albert Betz, fisico e ingegnere tedesco († 1968)
- 1885 - John Bowers, attore statunitense († 1936)
- 1885 - Walter How, marinaio e esploratore britannico († 1972)
- 1885 - Jock Simpson, calciatore inglese († 1959)
- 1886 - John Davidson, attore statunitense († 1968)
- 1886 - Gotthard Heinrici, generale tedesco († 1971)
- 1886 - Baku Ishii, danzatore e coreografo giapponese († 1962)
- 1886 - Kid Ory, trombonista e direttore d'orchestra statunitense († 1973)
- 1886 - Franz Rosenzweig, filosofo tedesco († 1929)
- 1886 - Malak Hifni Nasif, attivista egiziana († 1918)
- 1887 - George Gray, ostacolista britannico († 1970)
- 1887 - Octavia Handworth, attrice statunitense († 1978)
- 1887 - Conrad Hilton, imprenditore statunitense († 1979)
- 1887 - Giovanni Orcel, sindacalista italiano († 1920)
- 1887 - Aarne Salovaara, ginnasta e giavellottista finlandese († 1945)
- 1888 - David Lawrence, editore e imprenditore statunitense († 1973)
- 1888 - Halpern Leivick, scrittore russo († 1962)
- 1888 - Sonya Levien, sceneggiatrice russa († 1960)
- 1888 - Leo Pierson, attore statunitense († 1943)
- 1889 - Osmín Aguirre y Salinas, politico e militare salvadoregno († 1977)
- 1889 - Ferruccio Galmozzi, medico e politico italiano († 1974)
- 1889 - Chaudhry Khaliquzzaman, politico pakistano († 1973)
- 1889 - Nathaniel Shilkret, clarinettista, compositore e direttore d'orchestra statunitense († 1982)
- 1889 - Giggi Spaducci, commediografo e poeta italiano († 1976)
- 1890 - Ettore Arculeo, poeta e letterato italiano († 1916)
- 1890 - Paul Klee, pittore tedesco († 1940)
- 1890 - Noel Odell, geologo e alpinista britannico († 1987)
- 1890 - Robert Ripley, disegnatore, imprenditore e antropologo statunitense († 1949)
- 1890 - Natale Sardelli, architetto italiano († 1961)
- 1891 - Kenneth Arthur Noel Anderson, generale britannico († 1959)
- 1891 - Natale Bosco, ciclista su strada italiano († 1961)
- 1891 - August Fager, mezzofondista statunitense († 1967)
- 1891 - Earle Foxe, attore statunitense († 1973)
- 1891 - Cesare Lovati, allenatore di calcio e calciatore argentino († 1961)
- 1891 - Poul Nielsen, calciatore danese († 1962)
- 1891 - Klas Särner, ginnasta svedese († 1980)
- 1892 - Kostaq Cipo, giornalista, linguista e politico albanese († 1952)
- 1893 - Joe Rock, produttore cinematografico, attore e regista statunitense († 1984)
- 1893 - Viggo di Rosenborg, principe danese († 1970)
- 1893 - Natale Santero, politico e chirurgo italiano († 1971)
- 1893 - Harry Stenqvist, ciclista su strada svedese († 1968)
- 1893 - Mark Stepanovič Tereščenko, regista cinematografico ucraino († 1982)
- 1893 - Edith Thompson, assassina britannica († 1923)
- 1894 - Rudolf Formis, ingegnere tedesco († 1935)
- 1894 - Isaac M. Laddon, ingegnere e progettista statunitense († 1976)
- 1894 - Marcos Carneiro de Mendonça, calciatore brasiliano († 1988)
- 1896 - Hermann Jónasson, politico islandese († 1976)
- 1896 - Joachim von Siegroth, generale tedesco († 1945)
- 1896 - Ludmila Smanova, attrice russa († 1951)
- 1897 - Natalia Attardi Donini, scrittrice italiana († 1982)
- 1897 - Norman Barry, giocatore di football americano e allenatore di football americano statunitense († 1988)
- 1897 - Piero Calamai, comandante marittimo e militare italiano († 1972)
- 1897 - Aldo Castelfranco, ingegnere italiano
- 1897 - Noël Delberghe, pallanuotista francese († 1965)
- 1897 - Natale Polci, poeta italiano († 1988)
- 1898 - Silvio Sganzini, linguista, insegnante e lessicografo svizzero († 1972)
- 1899 - Humphrey Bogart, attore statunitense († 1957)
- 1899 - Giorgio Marzola, politico italiano († 1963)
- 1899 - Oscar Polk, attore statunitense († 1949)
- 1900 - Ludwig Bertele, ingegnere tedesco († 1985)
- 1900 - Enrico Bottazzi, calciatore italiano († 1938)
- 1900 - Ioannis Paraskevopoulos, politico e banchiere greco († 1984)
- 1900 - Giuseppe Scarpi, arbitro di calcio italiano († 1952)
- 1900 - Gladys Swarthout, mezzosoprano e attrice statunitense († 1969)

## XX secolo(767)
- 1901 - Alice Montagu Douglas Scott, nobile britannica († 2004)
- 1901 - Eduard Bargheer, pittore e incisore tedesco († 1979)
- 1901 - Ettore Bocchini Padiglione, cavaliere, militare e diplomatico italiano († 1986)
- 1901 - Stefano Cagna, generale e aviatore italiano († 1940)
- 1901 - Italo Gemini, imprenditore italiano († 1984)
- 1901 - Milada Horáková, giurista e politica cecoslovacca († 1950)
- 1901 - Natale Menotti, partigiano e politico italiano († 1982)
- 1902 - Maurice Gallay, calciatore francese († 1982)
- 1902 - Barton MacLane, attore statunitense († 1969)
- 1902 - William Henry Phelps Jr., ornitologo venezuelano († 1988)
- 1902 - Achille Tribouillet, pallanuotista francese († 1968)
- 1902 - Antonio Vegezzi, calciatore italiano
- 1902 - Amulio Viarengo, ciclista su strada italiano
- 1902 - Francesca d'Orléans, principessa francese († 1953)
- 1903 - Lelio Basso, avvocato, giornalista e antifascista italiano († 1978)
- 1903 - J. Edward Bromberg, attore ungherese († 1951)
- 1903 - Maria Saccenti, doppiatrice italiana
- 1903 - Paew Snidvongseni, ballerina thailandese († 2000)
- 1904 - Natale Balossino, calciatore italiano († 1974)
- 1904 - Harold Christensen, ballerino e coreografo statunitense († 1989)
- 1904 - Gerhard Herzberg, fisico e chimico canadese († 1999)
- 1904 - Bernard Vorhaus, regista e sceneggiatore statunitense († 2000)
- 1905 - Lewis Allen, regista britannico († 2000)
- 1905 - Mariano Castillo, scacchista cileno († 1970)
- 1905 - Fernand Gravey, attore belga († 1970)
- 1905 - Sergio Guerri, cardinale e arcivescovo cattolico italiano († 1992)
- 1905 - Pietro Sbalzarini, calciatore italiano
- 1906 - Frank Ferguson, attore statunitense († 1978)
- 1906 - Clark Clifford, avvocato e politico statunitense († 1998)
- 1906 - Ariosto Neri, militare e aviatore italiano († 1932)
- 1906 - Ernst Ruska, fisico tedesco († 1988)
- 1907 - Cab Calloway, cantante, musicista e attore statunitense († 1994)
- 1907 - Gino De Biasi, calciatore italiano († 1954)
- 1907 - Ermenegildo Gastaldi, neurologo e psichiatra italiano († 1973)
- 1907 - Dolores Hitchens, scrittrice statunitense († 1973)
- 1907 - Mike Mazurki, attore e wrestler statunitense († 1990)
- 1907 - Adolfo Saporetti, pittore italiano († 1974)
- 1907 - Jeanne Van Kesteren, giavellottista e cestista belga († 2011)
- 1907 - Vittorio Zarfati, attore italiano († 1994)
- 1908 - Quentin Crisp, scrittore, modello e attore britannico († 1999)
- 1908 - Helen Twelvetrees, attrice statunitense († 1958)
- 1908 - Alfred Wiesner, architetto, imprenditore e partigiano austriaco († 1981)
- 1908 - Herman Wold, statistico svedese († 1992)
- 1909 - Manuel Arce, cestista peruviano († 1984)
- 1909 - Zora Arkus-Duntov, ingegnere russo († 1996)
- 1909 - Ivar Eriksson, calciatore svedese († 1997)
- 1909 - Carlo Filogamo, schermidore e giornalista italiano († 2003)
- 1909 - Ilmari Honkanen, militare finlandese († 1987)
- 1909 - Reinhold Münzenberg, dirigente sportivo, allenatore di calcio e calciatore tedesco († 1986)
- 1909 - Mary Shepard, artista e illustratrice britannica († 2000)
- 1910 - Elefter Andronikašvili, fisico sovietico († 1989)
- 1910 - Suchan Babaev, politico sovietico († 1995)
- 1910 - Cesare Bardelli, baritono italiano († 2000)
- 1910 - Bryan Grant, tennista statunitense († 1986)
- 1911 - Louise Bourgeois, scultrice e artista francese († 2010)
- 1911 - Burne Hogarth, fumettista statunitense († 1996)
- 1911 - Emil Konopinski, fisico statunitense († 1990)
- 1911 - Noel Langley, scrittore e sceneggiatore statunitense († 1980)
- 1911 - Ivo Pescini, calciatore italiano († 1968)
- 1912 - Dino Faragona, politico e ingegnere italiano († 2006)
- 1912 - Philip Matante, politico botswano († 1979)
- 1912 - Otello Nannuzzi, politico italiano († 1989)
- 1912 - Aleksandar Živković, calciatore jugoslavo († 2000)
- 1913 - Candy Candido, attore e doppiatore statunitense († 1999)
- 1913 - Arvid Emanuelsson, calciatore svedese († 1980)
- 1913 - Tony Martin, attore e cantante statunitense († 2012)
- 1913 - Alan Noel Latimer Munby, saggista e scrittore inglese († 1974)
- 1913 - Paolo Perini, calciatore italiano († 2001)
- 1914 - Nello Aprile, architetto e saggista italiano († 2012)
- 1914 - Natale Faccenda, calciatore italiano († 2003)
- 1914 - Konrad Georg, attore tedesco († 1987)
- 1914 - Oscar Lewis, antropologo statunitense († 1970)
- 1914 - Irina Fëdorovna Sebrova, aviatrice russa († 2000)
- 1914 - Carlos Servetti, calciatore uruguaiano († 1980)
- 1915 - Pete Rugolo, compositore italiano († 2011)
- 1915 - Francesco Spinucci, militare italiano († 1940)
- 1915 - Richard Wilson, regista cinematografico, attore e sceneggiatore statunitense († 1991)
- 1915 - Louis Van De Goor, cestista belga
- 1916 - Cesare Francalancia, calciatore italiano
- 1916 - Eugene Jackson, attore statunitense († 2001)
- 1916 - Carlo Rustichelli, compositore italiano († 2004)
- 1916 - Zdenka Schelingová, religiosa slovacca († 1955)
- 1916 - Quirino Toccaceli, ciclista su strada italiano († 1982)
- 1917 - John Minton, pittore e illustratore inglese († 1957)
- 1917 - Yigal Mossinson, scrittore, drammaturgo e inventore israeliano († 1994)
- 1917 - Toivo Pawlo, attore svedese († 1979)
- 1917 - Giuseppe Sacchi, sindacalista, politico e partigiano italiano († 2016)
- 1917 - Yūsuf al-Khāl, poeta e scrittore siriano († 1987)
- 1918 - Guido Beltrame, storico e storico dell'arte italiano († 2002)
- 1918 - Natale De Carli, calciatore italiano († 1969)
- 1918 - Angelica Garnett, scrittrice e pittrice britannica († 2012)
- 1918 - Horace Greasley, militare inglese († 2010)
- 1918 - Herzeleide di Prussia, nobile († 1989)
- 1918 - Nina Lugovskaja, pittrice e scenografa sovietica († 1993)
- 1918 - Bertie Mee, calciatore e allenatore di calcio inglese († 2001)
- 1918 - Galina Romanova, medico sovietico († 1944)
- 1918 - Morris Warman, fotografo statunitense († 2010)
- 1918 - Maritta Wolff, scrittrice statunitense († 2002)
- 1918 - Anwar al-Sadat, politico e militare egiziano († 1981)
- 1919 - Armando Calvo, attore spagnolo († 1996)
- 1919 - Robert N. Hall, ingegnere e fisico statunitense († 2016)
- 1919 - Libero Lossanti, militare e partigiano italiano († 1944)
- 1919 - Naushad, compositore indiano († 2006)
- 1919 - Wanda Pachlowa, cestista polacca († 1997)
- 1920 - Herbert Baker, sceneggiatore statunitense († 1983)
- 1920 - Carlo Aristide Dal Sasso, politico e imprenditore italiano († 2008)
- 1920 - Mario Pezzotta, trombonista e compositore italiano († 2004)
- 1920 - Aldo Puccinelli, calciatore e allenatore di calcio italiano († 1994)
- 1920 - Jerome Richardson, sassofonista, flautista e clarinettista statunitense († 2000)
- 1920 - Óscar Sastre, calciatore argentino († 2012)
- 1921 - Petro Kito, dirigente d'azienda albanese († 1992)
- 1921 - Mustafa Mahmud, medico e filosofo egiziano († 2009)
- 1921 - Semën Grigor'evič Sokolovskij, attore russo († 1995)
- 1922 - Luigi Asti, allenatore di calcio e calciatore italiano († 1977)
- 1922 - William Demby, scrittore statunitense († 2013)
- 1922 - Boris Goldstein, violinista e insegnante sovietico († 1987)
- 1922 - Mohammed Aziz Lahbabi, filosofo, scrittore e poeta marocchino († 1993)
- 1922 - Tito LeDuc, attore e coreografo messicano († 1998)
- 1922 - Félix Loustau, calciatore argentino († 2003)
- 1923 - Luis Álamos, calciatore e allenatore di calcio cileno († 1983)
- 1923 - René Girard, antropologo, critico letterario e filosofo francese († 2015)
- 1924 - Moktar Ould Daddah, politico mauritano († 2003)
- 1924 - Ubaldo Pugnaloni, ciclista su strada italiano († 2018)
- 1924 - Rod Serling, scrittore e sceneggiatore statunitense († 1975)
- 1924 - Atal Bihari Vajpayee, politico indiano († 2018)
- 1925 - Philip Bialowitz, scrittore e superstite dell'Olocausto polacco († 2016)
- 1925 - Emo Bonifazi, politico e partigiano italiano († 2013)
- 1925 - Carlos Castaneda, scrittore peruviano († 1998)
- 1925 - Christian Lattier, scultore ivoriano († 1978)
- 1925 - Neslişah Sultan, principessa ottomana († 2014)
- 1926 - Febo Conti, conduttore radiofonico e conduttore televisivo italiano († 2012)
- 1926 - Arturo Ruffa, cestista e allenatore di pallacanestro argentino († 2004)
- 1926 - Zigmunds Skujiņš, scrittore lettone († 2022)
- 1926 - Nikola Tanhofer, regista, sceneggiatore e direttore della fotografia jugoslavo († 1998)
- 1927 - Joe Axelson, dirigente sportivo statunitense († 2008)
- 1927 - Georges Besse, dirigente d'azienda e imprenditore francese († 1986)
- 1927 - Nellie Fox, giocatore di baseball statunitense († 1975)
- 1927 - René Hauss, allenatore di calcio francese († 2010)
- 1927 - Leo Kubiak, ex cestista e ex giocatore di baseball statunitense
- 1927 - Ram Narayan, musicista indiano († 2024)
- 1928 - Dick Miller, attore statunitense († 2019)
- 1928 - Kurt Sommerlatt, allenatore di calcio e calciatore tedesco († 2019)
- 1929 - Jerzy Antczak, regista e attore polacco
- 1929 - Ernst Endl, pallanuotista austriaco († 2000)
- 1929 - China Machado, modella e produttrice televisiva cinese († 2016)
- 1929 - Omkarananda, religioso, filosofo e scrittore indiano († 2000)
- 1930 - Emanoul Aghasi, pugile iraniano († 2021)
- 1930 - Armenak Alačačjan, cestista e allenatore di pallacanestro sovietico († 2017)
- 1930 - Gerhard Bletschacher, politico tedesco
- 1930 - Richard Dixon, chimico britannico († 2021)
- 1930 - Erik Durschmied, scrittore e giornalista austriaco
- 1930 - Richard Hall, ufologo statunitense († 2009)
- 1930 - Stojan Kočov, storico, pubblicista e scrittore macedone († 2023)
- 1930 - Pedro Murúa, hockeista su prato spagnolo († 2019)
- 1930 - Raimondo Rizzu, politico italiano († 2015)
- 1931 - Lefty Driesell, cestista e allenatore di pallacanestro statunitense († 2024)
- 1931 - Uzo Egonu, artista nigeriano († 1996)
- 1931 - Ernesto Gismondi, designer e imprenditore italiano († 2020)
- 1931 - Joe Gores, scrittore statunitense († 2011)
- 1931 - Emilio Raffaele Papa, storico e avvocato italiano († 2022)
- 1932 - Bonaldo Giaiotti, basso italiano († 2018)
- 1932 - Cesare Golfari, politico italiano († 1994)
- 1932 - Antonina Ivanova, pesista sovietica († 2006)
- 1932 - Mabel King, attrice statunitense († 1999)
- 1932 - Egisto Marcucci, attore e regista italiano († 2016)
- 1932 - Michihiro Ozawa, ex calciatore giapponese
- 1932 - Wiebe Wolters, nuotatore e pallanuotista singaporiano († 2011)
- 1932 - Štěpán Zavřel, pittore, illustratore e scrittore ceco († 1999)
- 1933 - Natalino Andolfatto, scultore italiano († 2023)
- 1933 - Giuseppe Bonura, scrittore e critico letterario italiano († 2008)
- 1933 - Luca Brandolini, vescovo cattolico italiano
- 1933 - Larry Cahan, hockeista su ghiaccio canadese († 1992)
- 1933 - François de Closets, giornalista e scrittore francese
- 1933 - Eva Dobiášová, cestista cecoslovacca († 2024)
- 1933 - Basil Heatley, maratoneta britannico († 2019)
- 1933 - Joachim Meisner, cardinale e arcivescovo cattolico tedesco († 2017)
- 1933 - Marc Olden, scrittore statunitense († 2003)
- 1933 - Franco Pastorino, attore italiano († 1959)
- 1933 - Angelo Rossi, politico italiano
- 1933 - Phan Văn Khải, politico vietnamita († 2018)
- 1934 - John Ashley, attore e produttore cinematografico statunitense († 1997)
- 1934 - Giancarlo Baghetti, pilota automobilistico e giornalista italiano († 1995)
- 1934 - Stojčo Vasilev Breskovski, paleontologo bulgaro († 2004)
- 1934 - Ernesto Brunetta, storico, scrittore e politico italiano
- 1934 - Noël Delaquis, vescovo cattolico, teologo e avvocato canadese
- 1934 - Gerald D. Griffin, ingegnere aeronautico statunitense
- 1934 - Wolfgang von und zu Liechtenstein, diplomatico liechtensteinese
- 1934 - Bob Martinez, politico statunitense
- 1934 - Nelson Nieves, schermidore venezuelano († 2021)
- 1935 - Albín Brunovský, pittore, grafico e illustratore slovacco († 1997)
- 1935 - Amaury Epaminondas, calciatore brasiliano († 2016)
- 1935 - Umberto Gandini, traduttore, giornalista e scrittore italiano († 2021)
- 1935 - Samira Tewfik, cantante e attrice libanese
- 1935 - Nils Jensen, calciatore danese († 2010)
- 1935 - Donald Norman, psicologo e ingegnere statunitense
- 1935 - Augusto Palmonari, medico e psicologo italiano († 2016)
- 1935 - Susana Rinaldi, cantante e attrice argentina
- 1935 - Anne Roiphe, giornalista, scrittrice e conduttrice televisiva statunitense
- 1935 - Sadiq al-Mahdi, politico sudanese († 2020)
- 1936 - Juan Carlos Auzoberry, ex calciatore argentino
- 1936 - Gino Bacci, giornalista e scrittore italiano († 2017)
- 1936 - Jo de Haan, ciclista su strada olandese († 2006)
- 1936 - Alexandra, onorevole Lady Ogilvy, principessa britannica
- 1936 - Ismail Merchant, produttore cinematografico e regista indiano († 2005)
- 1936 - Trevor Meredith, ex calciatore inglese
- 1936 - Józef Świdnicki, presbitero e pubblicista ucraino
- 1937 - Maung Aye, generale e politico birmano
- 1937 - Noel Furlong, giocatore di poker irlandese († 2021)
- 1937 - Sergio Giunti, editore italiano
- 1937 - Oleg Grigor'ev, ex pugile sovietico
- 1937 - Ginger Molloy, pilota motociclistico neozelandese
- 1937 - Alberto Quadrio Curzio, economista e ex sciatore alpino italiano
- 1937 - Graeme Sherman, ex pallanuotista australiano
- 1938 - Morio Higaonna, artista marziale giapponese
- 1938 - John E. Peterson, politico statunitense
- 1938 - Noel Picard, hockeista su ghiaccio canadese († 2017)
- 1939 - Don Alias, percussionista e batterista statunitense († 2006)
- 1939 - Belcaïd Allal, ex cestista marocchino
- 1939 - Jesús Aranzabal, ciclista su strada spagnolo († 2023)
- 1939 - Bob James, pianista, arrangiatore e compositore statunitense
- 1940 - Pete Brown, poeta, paroliere e produttore discografico britannico († 2023)
- 1940 - Nicola De Buono, attore italiano
- 1940 - Niilo Halonen, ex saltatore con gli sci finlandese
- 1940 - Mónica Jiménez, diplomatica e politica cilena († 2020)
- 1940 - Strong Kobayashi, wrestler e attore giapponese († 2021)
- 1940 - Natalina Sanguinetti, ex schermitrice italiana
- 1940 - Muse Hassan Sheikh Sayid Abdulle, politico somalo
- 1940 - Hilary Spurling, scrittrice e biografa britannica
- 1940 - Wolfgang Stürner, storico tedesco
- 1941 - John Capodice, attore statunitense († 2024)
- 1941 - Ronnie Cuber, sassofonista statunitense († 2022)
- 1941 - Arthur Defensor Sr., politico filippino
- 1941 - Noël Le Graët, imprenditore, dirigente sportivo e politico francese
- 1941 - Dave Parks, giocatore di football americano statunitense († 2019)
- 1941 - Don Pullen, pianista statunitense († 1995)
- 1941 - Guido Reybrouck, ex ciclista su strada belga
- 1941 - Paolo Rizzatto, architetto, designer e imprenditore italiano
- 1942 - Souheil Ben-Barka, regista, sceneggiatore e produttore cinematografico marocchino
- 1942 - Françoise Dürr, ex tennista francese
- 1942 - César Fernández, ex cestista paraguaiano
- 1942 - Barry Goldberg, tastierista, cantautore e produttore discografico statunitense († 2025)
- 1942 - Ollie Johnson, ex cestista statunitense
- 1942 - Enrique Morente, cantante spagnolo († 2010)
- 1942 - Freddie Smith, calciatore inglese († 2020)
- 1942 - Eric Stevenson, calciatore scozzese († 2017)
- 1942 - Christl Wöber, ex nuotatrice austriaca
- 1943 - Bill Bowrey, ex tennista australiano
- 1943 - Giuseppe Dato, urbanista e saggista italiano († 2010)
- 1943 - Wilson Fittipaldi, pilota automobilistico brasiliano († 2024)
- 1943 - Joe Harris, cantante belga († 2003)
- 1943 - Sigi Martínez, ex calciatore e allenatore di calcio peruviano
- 1943 - Jacqui McShee, cantante inglese
- 1943 - Geoffrey Parker, storico britannico
- 1943 - Savino Pezzotta, sindacalista e politico italiano
- 1943 - Hanna Schygulla, attrice e cantante tedesca
- 1944 - Simona Colarizi, storica italiana
- 1944 - Ezio Damolin, combinatista nordico e saltatore con gli sci italiano († 2022)
- 1944 - Germán García, scrittore e psicoanalista argentino († 2018)
- 1944 - Richard Greenblatt, programmatore statunitense
- 1944 - Jairzinho, ex calciatore e allenatore di calcio brasiliano
- 1944 - Michel Laurent, cantante francese († 2023)
- 1944 - Henry Vestine, chitarrista statunitense († 1997)
- 1945 - Rick Berman, produttore televisivo statunitense
- 1945 - Aldo Biasi, pubblicitario italiano
- 1945 - Lawrence Borg, ex calciatore maltese
- 1945 - Marjorie Noël, cantante francese († 2000)
- 1945 - Terrence O'Hara, regista statunitense († 2022)
- 1945 - Noel Redding, bassista e chitarrista britannico († 2003)
- 1945 - Ken Stabler, giocatore di football americano statunitense († 2015)
- 1945 - Angelo Stazzi, serial killer italiano
- 1945 - Paul Willson, attore statunitense
- 1946 - John Boyle, allenatore di calcio e ex calciatore scozzese
- 1946 - Jimmy Buffett, cantautore, musicista e scrittore statunitense († 2023)
- 1946 - Norm Bulaich, ex giocatore di football americano statunitense
- 1946 - Larry Csonka, ex giocatore di football americano statunitense
- 1946 - Gustavo Gaviria, criminale colombiano († 1990)
- 1946 - Unto Heinonen, compositore di scacchi finlandese
- 1946 - Ronald Kauffman, ex pattinatore artistico su ghiaccio statunitense
- 1946 - Reinhard Rauball, politico, avvocato e dirigente sportivo tedesco
- 1946 - Trevor Shepherd, ex calciatore inglese
- 1946 - Stuart Wilson, attore britannico
- 1947 - Jozias van Aartsen, politico olandese
- 1947 - Osvaldo Bargero, montatore italiano
- 1947 - Angelo Bellon, teologo italiano
- 1947 - Twink Caplan, attrice statunitense
- 1947 - Pietro Gasperoni, sindacalista e politico italiano
- 1947 - Deannie Ip, cantante e attrice hongkonghese
- 1947 - Michael D. Roberts, attore statunitense
- 1947 - Ulrich Schulze, allenatore di calcio e ex calciatore tedesco
- 1948 - Bernard Alane, attore e doppiatore francese
- 1948 - Merry Clayton, cantante e attrice statunitense
- 1948 - Michele Faglia, politico e architetto italiano
- 1948 - Noël Mamère, politico e giornalista francese
- 1948 - Barbara Mandrell, cantante statunitense
- 1948 - Emanuel Mori, politico micronesiano
- 1948 - Andrea Nencini, ex pallavolista italiano
- 1948 - Joel Santana, allenatore di calcio e ex calciatore brasiliano
- 1948 - Hidenobu Yano, ex judoka giapponese
- 1948 - 'Alia al-Husayn, regina giordana († 1977)
- 1949 - Simone Bittencourt de Oliveira, cantante e ex cestista brasiliana
- 1949 - Henriette Ekwe Ebongo, giornalista e attivista camerunese
- 1949 - Bernie Fryer, ex cestista e arbitro di pallacanestro statunitense
- 1949 - Sergej Novikov, judoka sovietico († 2021)
- 1949 - István Osztrics, ex schermidore ungherese
- 1949 - Antonio Pettinari, politico italiano
- 1949 - Wil Robinson, ex cestista statunitense
- 1949 - Nawaz Sharif, politico pakistano
- 1949 - Sissy Spacek, attrice e cantante statunitense
- 1949 - Anne Spielberg, sceneggiatrice statunitense
- 1949 - Gianni Vannoni, scrittore italiano († 2017)
- 1949 - Joey Yale, attore pornografico statunitense († 1986)
- 1950 - Serge Chiesa, ex calciatore francese
- 1950 - Andrew Duff, politico britannico
- 1950 - Julio Olaizola, ex calciatore spagnolo
- 1950 - Franco Perruquet, bobbista italiano
- 1950 - Yehuda Poliker, cantautore, musicista e pittore israeliano
- 1950 - Kyle Rote Jr., ex calciatore e allenatore di calcio statunitense
- 1950 - Karl Rove, giornalista e politologo statunitense
- 1950 - Noël Treanor, arcivescovo cattolico e diplomatico irlandese († 2024)
- 1950 - Kurt Tunheim, ex calciatore norvegese
- 1951 - Eugenio Alberti, cantante italiano
- 1951 - Antonio D'Alì, ex politico italiano
- 1951 - Conrad Homfeld, cavaliere statunitense
- 1951 - Valentino Leonarduzzi, allenatore di calcio e ex calciatore italiano
- 1951 - Pam Muñoz Ryan, scrittrice statunitense
- 1951 - Warren Robinett, programmatore e autore di videogiochi statunitense
- 1951 - Aleksandr Šochin, economista e politico russo
- 1952 - Reto Barrington, ex sciatore alpino canadese
- 1952 - Desireless, cantante francese
- 1952 - Murphy Guyer, attore e drammaturgo statunitense
- 1952 - Youssouf Ouédraogo, politico burkinabé († 2017)
- 1952 - CCH Pounder, attrice guyanese
- 1952 - Paul Steinhardt, fisico e cosmologo statunitense
- 1953 - Jimmie Baker, ex cestista statunitense
- 1953 - Karl-Heinz Krüger, ex pugile tedesco
- 1953 - Kaarlo Maaninka, ex mezzofondista finlandese
- 1953 - Massimo Meola, allenatore di calcio e ex calciatore italiano
- 1953 - Bernard Minet, cantautore e attore francese
- 1953 - Jürgen Röber, allenatore di calcio e ex calciatore tedesco
- 1953 - Harald Undahl, ex calciatore norvegese
- 1953 - Stefano Vicario, regista televisivo italiano
- 1954 - João Justino Amaral dos Santos, calciatore brasiliano († 2024)
- 1954 - Manuel Luís Goucha, conduttore televisivo, imprenditore e scrittore portoghese
- 1954 - Annie Lennox, cantautrice e polistrumentista britannica
- 1954 - Valentino Renzi, dirigente sportivo italiano
- 1954 - Roberto Salerno, politico italiano
- 1954 - Steve Wariner, cantautore statunitense
- 1955 - Cock van de Lagemaat, ex cestista olandese
- 1955 - Robert Christopher Ndlovu, arcivescovo cattolico zimbabwese
- 1955 - Brett Vroman, ex cestista statunitense
- 1956 - Carlos Fernando Borja, politico e ex calciatore boliviano
- 1956 - Tullio Fanelli, ingegnere e politico italiano
- 1956 - Stéphane Ferrara, attore e ex pugile francese
- 1956 - Mykola Fesenko, ex cestista sovietico
- 1956 - Billy Martin, ex tennista statunitense
- 1956 - Isak Arne Refvik, ex calciatore norvegese
- 1957 - Álex Mohamed, ex calciatore spagnolo
- 1957 - Torben Johansen, calciatore e giocatore di calcio a 5 danese († 2012)
- 1957 - Chris Kamara, allenatore di calcio e ex calciatore inglese
- 1957 - Shane MacGowan, cantante e musicista irlandese († 2023)
- 1957 - Hirofumi Nakazono, fumettista giapponese
- 1957 - Dugarsuren Quinbold, lottatore mongolo († 2002)
- 1957 - Guy Vandersmissen, ex calciatore belga
- 1958 - Alexandra Attalides, politica cipriota
- 1958 - Claudio Bardini, allenatore di pallacanestro italiano
- 1958 - Luciano Caveri, giornalista e politico italiano
- 1958 - Antonio Colli, giocatore di curling e ex hockeista su ghiaccio italiano
- 1958 - Vito De Palma, telecronista sportivo e giornalista italiano
- 1958 - Hanford Dixon, ex giocatore di football americano statunitense
- 1958 - Rickey Henderson, giocatore di baseball statunitense († 2024)
- 1958 - Joop Hiele, allenatore di calcio e ex calciatore olandese
- 1958 - Alannah Myles, cantautrice canadese
- 1958 - Joe Urla, attore statunitense
- 1958 - Vito Vattuone, politico italiano
- 1959 - Michael Anderson, astronauta statunitense († 2003)
- 1959 - Ron Davis, ex cestista statunitense
- 1959 - Andrea Fogli, artista italiano
- 1959 - Eirik Kvalfoss, ex biatleta norvegese
- 1959 - Tiziana Lauri, ballerina italiana
- 1959 - Felix Lian Khen Thang, vescovo cattolico birmano
- 1959 - Ton Lokhoff, allenatore di calcio e ex calciatore olandese
- 1959 - Jack O'Connell, scrittore statunitense († 2024)
- 1959 - Jorge Porras, ex calciatore colombiano
- 1959 - Mike Sweeney, ex calciatore canadese
- 1959 - Đặng Thị Ngọc Thịnh, politica vietnamita
- 1960 - Gal Knaz, ex cestista israeliano
- 1960 - Mario Micaloni, ingegnere aerospaziale, scacchista e compositore di scacchi italiano
- 1960 - Dmitrij Sucharev, ex cestista russo
- 1961 - Sabri Al-Haiki, scrittore, poeta e critico letterario yemenita
- 1961 - Íngrid Betancourt, politica colombiana
- 1961 - Carolina Cosse, politica, ingegnera e funzionaria uruguaiana
- 1961 - Aleš Debeljak, poeta, critico letterario e sociologo sloveno († 2016)
- 1961 - Eva Herzog, politica svizzera
- 1961 - Pravind Jugnauth, politico mauriziano
- 1961 - Ghislaine Maxwell, imprenditrice e criminale britannica
- 1961 - Ezio Moroni, ex ciclista su strada italiano
- 1961 - Grete Ingeborg Nykkelmo, ex sciatrice nordica norvegese
- 1961 - Luigi Pepe, giornalista italiano
- 1961 - Stefan Ruzowitzky, regista e sceneggiatore austriaco
- 1961 - David Thompson, politico barbadiano († 2010)
- 1962 - Mary Ellen Clark, ex tuffatrice statunitense
- 1962 - Christian Fennesz, musicista austriaco
- 1962 - Arnold Jonke, ex canottiere austriaco
- 1962 - Nabil Maâloul, allenatore di calcio e ex calciatore tunisino
- 1962 - Darren Wharton, tastierista, cantante e compositore britannico
- 1962 - Nenad Šulava, scacchista croato († 2019)
- 1963 - Jan Erik Aalbu, ex calciatore norvegese
- 1963 - Fabio Bordonali, dirigente sportivo e ex ciclista su strada italiano
- 1963 - Joop Gall, allenatore di calcio e ex calciatore olandese
- 1963 - Helno, cantante francese († 1993)
- 1963 - Ben Macintyre, scrittore, storico e giornalista britannico
- 1963 - Fiolka Najdenowicz, cantante polacca
- 1963 - Raju Srivastav, comico e attore indiano († 2022)
- 1963 - Giacomo Zatti, ex cestista italiano
- 1963 - Louis-Do de Lencquesaing, attore francese
- 1964 - Ian Bostridge, tenore e scrittore inglese
- 1964 - Ofer Cassif, politico israeliano
- 1964 - Alberto Giuliani, allenatore di pallavolo italiano
- 1964 - Ēriks Grigjans, ex calciatore e allenatore di calcio lettone
- 1964 - Devon Harris, bobbista giamaicano
- 1964 - Raymond Libregts, allenatore di calcio e ex calciatore olandese
- 1964 - Gary McAllister, allenatore di calcio e ex calciatore scozzese
- 1964 - Flavio Pirini, cantautore e cabarettista italiano
- 1964 - Kevin Simms, ex rugbista a 15 e medico britannico
- 1964 - Jonas Sjöstedt, politico svedese
- 1964 - Jesús Solana, allenatore di calcio e ex calciatore spagnolo
- 1965 - Henri M.J. Boffin, astronomo belga
- 1965 - Ed Davey, politico britannico
- 1965 - Reto Götschi, bobbista svizzero
- 1965 - Dmitrij Mironov, ex hockeista su ghiaccio sovietico
- 1965 - Seong Jeong-a, ex cestista sudcoreana
- 1965 - Rudolf Stockar, geologo e paleontologo svizzero
- 1966 - Toshi Arai, pilota di rally giapponese
- 1966 - Darius Rochebin, giornalista svizzero
- 1966 - Javier Frana, ex tennista argentino
- 1966 - Riccardo Lorenzetti, scrittore italiano
- 1966 - Mauro Picotto, disc jockey e musicista italiano
- 1966 - Vitalij Prochorov, ex hockeista su ghiaccio russo
- 1967 - Yasmin Fahimi, sindacalista e politica tedesca
- 1967 - Pavlo Klimkin, politico e diplomatico ucraino
- 1967 - Takenobu Mitsuyoshi, compositore, doppiatore e cantante giapponese
- 1967 - Boris Novković, cantante e compositore croato
- 1967 - Massimo Palombella, presbitero e direttore di coro italiano
- 1967 - Oleg Tinkov, imprenditore e banchiere cipriota
- 1968 - Helena Christensen, supermodella danese
- 1968 - Jim Dowd, ex hockeista su ghiaccio statunitense
- 1968 - Klea Scott, attrice statunitense
- 1968 - Guy Tapoko, ex calciatore camerunese
- 1968 - Andrew Tucker, ex calciatore sudafricano
- 1969 - Antōnīs Antōniou, ex calciatore cipriota
- 1969 - Nicolas Godin, polistrumentista francese
- 1969 - Fred Børre Lundberg, ex combinatista nordico norvegese
- 1969 - Jaron Löwenberg, attore e doppiatore israeliano
- 1969 - Aleksandr Maslov, allenatore di calcio e ex calciatore russo
- 1969 - AnNa R., cantautrice tedesca († 2025)
- 1969 - Fred Onyancha, ex mezzofondista keniota
- 1969 - Mitko Trendafilov, ex calciatore bulgaro
- 1969 - Xande de Pilares, cantante, compositore e chitarrista brasiliano
- 1970 - Chioma Ajunwa, ex lunghista, velocista e calciatrice nigeriana
- 1970 - Marco Alessandrini, politico e giurista italiano
- 1970 - Emmanuel Amunike, allenatore di calcio, dirigente sportivo e ex calciatore nigeriano
- 1970 - Rodney Dent, ex cestista statunitense
- 1970 - Carol Dlamini, regina swazilandese
- 1970 - Andy Fickman, regista, sceneggiatore e produttore cinematografico statunitense
- 1970 - Luis Antonio Moreno, ex calciatore colombiano
- 1970 - Daniel Ramos, allenatore di calcio e ex calciatore portoghese
- 1970 - Fayṣal bin Salmān Āl Saʿūd, politico e imprenditore saudita
- 1971 - Dido, cantante britannica
- 1971 - Carlo Corazzin, ex calciatore canadese
- 1971 - Ralf Eggert, triatleta tedesco
- 1971 - Vladislav Galkin, attore russo († 2010)
- 1971 - Noel Hogan, chitarrista irlandese
- 1971 - Ademola Johnson, ex calciatore e ex giocatore di calcio a 5 nigeriano
- 1971 - Boban Rajović, cantante montenegrino
- 1971 - Noël Sciortino, ex giocatore di beach soccer e ex calciatore francese
- 1971 - Yoji Shinkawa, character designer e illustratore giapponese
- 1971 - György Szabados, storico ungherese
- 1971 - Joakim Sällquist, attore svedese
- 1971 - Moussa Traoré, ex calciatore ivoriano
- 1971 - Justin Trudeau, politico canadese
- 1971 - Patrick Weiser, allenatore di calcio e ex calciatore tedesco
- 1972 - Patrick Brennan, attore statunitense
- 1972 - Khalid Fouhami, allenatore di calcio e ex calciatore marocchino
- 1972 - Josh Freese, batterista statunitense
- 1972 - Martin Konečný, ex calciatore slovacco
- 1972 - Ketty La Torre, ex pattinatrice di short track italiana
- 1972 - Qu Yunxia, ex mezzofondista cinese
- 1972 - Matteo Vicino, regista, sceneggiatore e montatore italiano
- 1972 - Christian Vitta, politico svizzero
- 1973 - Cristina Chiuso, ex nuotatrice e opinionista italiana
- 1973 - Chris Harris, wrestler statunitense
- 1973 - Jong Yeu-Jeng, ex giocatore di baseball taiwanese
- 1973 - Kim Hae-woon, allenatore di calcio e ex calciatore sudcoreano
- 1973 - Tadatoshi Masuda, ex calciatore giapponese
- 1973 - Gōichi Motomura, ex tennista giapponese
- 1973 - Kristi Myst, ex attrice pornografica statunitense
- 1973 - Abiodun Obafemi, ex calciatore nigeriano
- 1973 - Gabriel Popescu, ex calciatore rumeno
- 1973 - Harald Solberg, ex calciatore norvegese
- 1974 - Amavi Agbobli-Atayi, ex calciatore togolese
- 1974 - Antonietta Formisano, dirigente sportivo, ex calciatrice e allenatrice di calcio italiana
- 1974 - Heriberto Lazcano, criminale messicano († 2012)
- 1974 - Ehlias Louis, ex sciatore alpino statunitense
- 1974 - Andrew McNee, attore canadese
- 1974 - Iván Moro, pallanuotista spagnolo
- 1974 - Chris Naeole, ex giocatore di football americano statunitense
- 1974 - Ahmed Sidibé, ex calciatore mauritano
- 1975 - Davide Carrera, apneista italiano
- 1975 - Choi Sung-yong, ex calciatore sudcoreano
- 1975 - Carlos Alberto Espínola, ex calciatore paraguaiano
- 1975 - Mickaël Marsiglia, ex calciatore francese
- 1975 - Pardis Sabeti, biologa, genetista e medico iraniana
- 1976 - Armin van Buuren, disc jockey, produttore discografico e conduttore radiofonico olandese
- 1976 - Carlos Eduardo Gutiérrez, ex calciatore uruguaiano
- 1976 - Sheila Heti, scrittrice canadese
- 1976 - Tuomas Holopainen, tastierista, pianista e compositore finlandese
- 1976 - Abubakari Kankani, ex calciatore ghanese
- 1976 - Jason Klein, ex cestista statunitense
- 1976 - Lee Eun-sil, ex tennistavolista sudcoreana
- 1976 - Petar Metličić, ex pallamanista e allenatore di pallamano croato
- 1976 - Seok Eun-mi, ex tennistavolista sudcoreana
- 1977 - Fabio Alteri, ex calciatore italiano
- 1977 - Massimo Brizi, kickboxer italiano
- 1977 - Glen Crowe, ex calciatore irlandese
- 1977 - Ethan Kath, musicista, produttore discografico e compositore canadese
- 1977 - Sylvi Listhaug, politica norvegese
- 1977 - Xabi Molia, scrittore, sceneggiatore e regista francese
- 1977 - Eva Nyström, triatleta svedese
- 1977 - Fernando Ortiz, allenatore di calcio e ex calciatore argentino
- 1977 - Priya Rai, ex attrice pornografica statunitense
- 1977 - Aya Shōoto, fumettista giapponese
- 1977 - Ali Tandoğan, allenatore di calcio e ex calciatore turco
- 1977 - Uhm Ji-won, attrice sudcoreana
- 1978 - Badshah Munir Bukhari, linguista, traduttore e poeta pakistano
- 1978 - Domenico Distilo, regista e sceneggiatore italiano
- 1978 - Jasmin Gerat, attrice e conduttrice televisiva tedesca
- 1978 - Dīmos Goumenos, ex calciatore cipriota
- 1978 - Sakda Kaewbuadee, attore thailandese
- 1978 - Joel Porter, allenatore di calcio e ex calciatore australiano
- 1978 - Paula Seling, cantante rumena
- 1978 - Irina Sineckaja, pugile russa
- 1978 - Jeremy Strong, attore statunitense
- 1978 - Miyuki Takahashi, pallavolista giapponese
- 1978 - Yeon Sang-ho, regista, sceneggiatore e produttore cinematografico sudcoreano
- 1978 - Yin Jian, ex velista cinese
- 1979 - Hisham Abdel Khalek, produttore cinematografico, regista e sceneggiatore egiziano
- 1979 - Mohammed Haider Alo Ali, calciatore emiratino
- 1979 - Laurent Bonnart, ex calciatore francese
- 1979 - Mark Burkhart, pilota motociclistico statunitense
- 1979 - Robert Huff, pilota automobilistico britannico
- 1979 - Hyun Young-min, ex calciatore sudcoreano
- 1979 - Tatsuya Ishikawa, ex calciatore giapponese
- 1979 - Rukonkish Kamin, ex cestista della Repubblica Democratica del Congo
- 1979 - Jon Knautz, regista e sceneggiatore canadese
- 1979 - Panče Ḱumbev, ex calciatore macedone
- 1979 - Olta Xhaçka, politica e attivista albanese
- 1980 - Joanna Angel, attrice pornografica e produttrice cinematografica statunitense
- 1980 - Guè, rapper italiano
- 1980 - Reggie Griffin, ex cestista statunitense
- 1980 - Reika Hashimoto, modella e attrice giapponese
- 1980 - Blaženko Lacković, ex pallamanista e allenatore di pallamano croato
- 1980 - Carlos Mendes, allenatore di calcio e ex calciatore statunitense
- 1980 - Marcus Moore, ex cestista statunitense
- 1980 - Kahi, cantante e attrice sudcoreana
- 1980 - Jasmin Perković, ex cestista croato
- 1980 - Raman Pjatrušėnka, canoista bielorusso
- 1980 - Daniel Quaye, ex calciatore ghanese
- 1980 - Francesca Sangalli, scrittrice, sceneggiatrice e drammaturga italiana
- 1980 - Marcus Trufant, ex giocatore di football americano statunitense
- 1981 - Merike Anderson, cestista estone
- 1981 - Attila, cantante e conduttore televisivo ungherese
- 1981 - Trenesha Biggers, wrestler e modella statunitense
- 1981 - Borja Vidal Fernández, ex pallamanista e ex cestista spagnolo
- 1981 - Yuri Floriani, siepista italiano
- 1981 - La Fouine, rapper, cantante e attore francese
- 1981 - Sonja Jončeva, cantante lirica bulgara
- 1981 - Wilton Sampaio, arbitro di calcio brasiliano
- 1981 - Sergio Galoyan, compositore, disc jockey e produttore discografico russo
- 1982 - Rob Edwards, allenatore di calcio e ex calciatore gallese
- 1982 - Alessio Fiore, pallavolista italiano
- 1982 - Rafael Natal, artista marziale misto brasiliano
- 1982 - Gianni Quinto, regista, sceneggiatore e attore italiano
- 1982 - María Jesús Ruiz, modella spagnola
- 1982 - Silvia Sardone, politica italiana
- 1982 - Janez Zavrl, ex calciatore sloveno
- 1983 - Noah Chivuta, ex calciatore zambiano
- 1983 - Renan Contar, militare e politico brasiliano
- 1983 - Nicolás Correa, ex calciatore uruguaiano
- 1983 - Steven Dias, allenatore di calcio e ex calciatore indiano
- 1983 - Julio César Hurtado, calciatore boliviano
- 1983 - Fabiana Mollica, bobbista italiana
- 1983 - Aleksandra Savel'eva, cantante, modella e attrice russa
- 1983 - Cristian Villanueva, ex calciatore argentino
- 1983 - Yang Wenjun, canoista cinese
- 1984 - Chris Cahill, ex calciatore australiano
- 1984 - Taylor Craig, ex giocatore di football americano statunitense
- 1984 - Hwang Jung-eum, attrice e cantante sudcoreana
- 1984 - Katarzyna Kryczało, schermitrice polacca
- 1984 - Locó, calciatore angolano
- 1984 - Miloš Ninković, ex calciatore serbo
- 1984 - Jesús Rabanal, calciatore peruviano
- 1984 - Chris Richard, ex cestista statunitense
- 1984 - Miloš Stojanović, calciatore serbo
- 1984 - Georgia Tennant, attrice britannica
- 1985 - Dritan Abazović, politico montenegrino
- 1985 - Christy Bonevacia, ex calciatore olandese
- 1985 - Cristel Carrisi, conduttrice televisiva, stilista e cantautrice italiana
- 1985 - Nicola Cattina, rugbista a 15 italiano
- 1985 - Boubacar Diallo, ex calciatore guineano
- 1985 - Francis Doe, ex calciatore liberiano
- 1985 - Vincenzo Gianneo, calciatore italiano
- 1985 - Lukas Klapfer, combinatista nordico austriaco
- 1985 - Yoann Langlet, ex calciatore francese
- 1985 - Trygve Åse Lunde, calciatore norvegese
- 1985 - Martin Mathathi, mezzofondista e maratoneta keniota
- 1985 - Rusev, wrestler bulgaro
- 1985 - Renaldas Seibutis, ex cestista e allenatore di pallacanestro lituano
- 1985 - Nathan Smith, ex biatleta canadese
- 1985 - Julija Svyrydenko, politica ucraina
- 1985 - Mike Tullberg, allenatore di calcio e ex calciatore danese
- 1985 - Perdita Weeks, attrice britannica
- 1985 - Natanael de Sousa Santos Júnior, ex calciatore brasiliano
- 1986 - Jules Aw, cestista senegalese
- 1986 - Natália Bernardo, pallamanista angolana
- 1986 - Natália Guimarães, modella brasiliana
- 1986 - Alex Hepburn, cantante britannica
- 1986 - Aleksej Kozlov, ex calciatore russo
- 1986 - Bolat Rajymbekov, dirigente sportivo e ex ciclista su strada kazako
- 1986 - Deborah Scanzio, sciatrice freestyle svizzera
- 1986 - Yurika Sema, ex tennista giapponese
- 1986 - Aya Suzaki, doppiatrice giapponese
- 1986 - Tan Qinghua, calciatore macaense
- 1987 - Malika Akkaoui, mezzofondista marocchina
- 1987 - Felizardo Ambrósio, cestista angolano
- 1987 - Jahid Hasan Ameli, calciatore bangladese
- 1987 - Krister Aunan, calciatore norvegese
- 1987 - Mehmet Batdal, ex calciatore turco
- 1987 - Svetlana Carukaeva, sollevatrice russa
- 1987 - Nicola Chiaruzzi, calciatore sammarinese
- 1987 - Patrick Deneen, sciatore freestyle statunitense
- 1987 - Agustín Farías, calciatore argentino
- 1987 - Eric Gehrig, ex calciatore statunitense
- 1987 - Vítor Gomes, calciatore portoghese
- 1987 - Ceyhun Gülselam, calciatore turco
- 1987 - Kervin Johnson, calciatore honduregno
- 1987 - Vít Jánov, ex biatleta ceco
- 1987 - Julian Lage, chitarrista e compositore statunitense
- 1987 - Sebastián Luna, calciatore argentino
- 1987 - Ma Qinghua, pilota automobilistico cinese
- 1987 - Daniel Mojsov, calciatore macedone
- 1987 - Demaryius Thomas, giocatore di football americano statunitense († 2021)
- 1988 - Dele Adeleye, ex calciatore nigeriano
- 1988 - Mario Furore, politico italiano
- 1988 - Eric Gordon, cestista statunitense
- 1988 - Kajsa Kling, ex sciatrice alpina svedese
- 1988 - Marco Mengoni, cantautore italiano
- 1988 - Dustin Ortiz, artista marziale misto statunitense
- 1988 - Solomon Owello, calciatore nigeriano
- 1988 - Nduka Ozokwo, ex calciatore nigeriano
- 1988 - Simona Pop, schermitrice rumena
- 1988 - João Natailton Ramos dos Santos, calciatore brasiliano
- 1988 - Andrew Selby, pugile britannico
- 1988 - András Vági, calciatore ungherese
- 1989 - Christian Almeida, calciatore uruguaiano
- 1989 - Djamel Benlamri, calciatore algerino
- 1989 - Karim Coulibaly Diaby, calciatore ivoriano
- 1989 - Raúl Iberbia, ex calciatore argentino
- 1989 - Eddy Kenzo, cantante ugandese
- 1989 - Angelo Peña, calciatore venezuelano
- 1989 - Enis Saiti, calciatore macedone
- 1989 - Catalina Usme, calciatrice colombiana
- 1990 - Ramona Bachmann, calciatrice svizzera
- 1990 - Mohamed Bassam, calciatore egiziano
- 1990 - Garrett Cooper, giocatore di baseball statunitense
- 1990 - Ronnia Fornstedt, modella svedese
- 1990 - Lisa Larsen, ex fondista svedese
- 1990 - Moreno Moser, ex ciclista su strada italiano
- 1990 - Natanael Batista Pimienta, calciatore brasiliano
- 1990 - Conny Perrin, tennista svizzera
- 1990 - Mattia Placidi, tuffatore italiano
- 1990 - Mikkel Rygaard Jensen, calciatore danese
- 1990 - Erjon Vuçaj, calciatore albanese
- 1990 - Andrew Wenger, ex calciatore statunitense
- 1991 - Andrija Dragojević, calciatore montenegrino
- 1991 - Giorgieness, cantautrice italiana
- 1991 - Chiara Ianni, ex ginnasta italiana
- 1991 - Shō Inagaki, calciatore giapponese
- 1991 - Issam Jebali, calciatore tunisino
- 1991 - Mamadou Koné, calciatore ivoriano
- 1991 - Quirine Lemoine, ex tennista olandese
- 1991 - Zhang Anda, giocatore di snooker cinese
- 1991 - Cristhian Árabe, calciatore boliviano
- 1992 - Abdullah Al-Hafith, calciatore saudita
- 1992 - Connor De Phillippi, pilota automobilistico statunitense
- 1992 - Marios Dīmītriou, calciatore cipriota
- 1992 - Chad Jeffries, giocatore di football americano statunitense
- 1992 - Rachel Keller, attrice statunitense
- 1992 - Emmanuel Okwi, calciatore ugandese
- 1992 - Ogenyi Onazi, calciatore nigeriano
- 1992 - Emmanuel Simon, calciatore papuano
- 1992 - Şəhriyar Əliyev, calciatore azero
- 1993 - Zach Banner, giocatore di football americano statunitense
- 1993 - Leonardo Basso, dirigente sportivo e ex ciclista su strada italiano
- 1993 - Joris Correa, calciatore francese
- 1993 - Stole Dimitrievski, calciatore macedone
- 1993 - Andrea Drews, pallavolista statunitense
- 1993 - Federico Ferretti, giocatore di football americano svizzero
- 1993 - Ariadna Gutiérrez, conduttrice televisiva e modella colombiana
- 1993 - Jonathan Hendrickx, calciatore belga
- 1993 - Gibran Lajud, calciatore messicano
- 1993 - Keith Ape, rapper sudcoreano
- 1993 - Lucas Cândido, calciatore brasiliano
- 1993 - Madeleine Malonga, judoka francese
- 1993 - Adriana Sachs, calciatrice argentina
- 1993 - Samantha Zandomenichi, calciatrice italiana
- 1994 - Lalas Abubakar, calciatore ghanese
- 1994 - Yoel Cubilla, cestista cubano
- 1994 - Rebecca Elloh, calciatrice ivoriana
- 1994 - Meritxell Mas, nuotatrice artistica spagnola
- 1994 - Orlando Mosquera, calciatore panamense
- 1994 - Ronald Pfumbidzai, calciatore zimbabwese
- 1994 - Hassan Kessy, calciatore tanzaniano
- 1994 - Alfredo Stephens, calciatore panamense
- 1994 - David Torres, hockeista su pista spagnolo
- 1995 - Caterina Bargi, calciatrice italiana
- 1995 - Andy Díaz, triplista cubano
- 1995 - Charles Fernandez, pentatleta guatemalteco
- 1995 - Anna Lena Klenke, attrice tedesca
- 1995 - Brandon Tabb, cestista statunitense
- 1995 - Nimo, rapper tedesco
- 1996 - David Atanga, calciatore ghanese
- 1996 - Jerome Baker, giocatore di football americano statunitense
- 1996 - Romário Baldé, calciatore guineense
- 1996 - Jesús Bernal, calciatore spagnolo
- 1996 - Emiliano Buendía, calciatore argentino
- 1996 - Tim Erlandsson, calciatore svedese
- 1996 - Laura Künzler, pallavolista svizzera
- 1996 - Anthony Mandréa, calciatore francese
- 1996 - Abdullah Sediqi, taekwondoka afghano
- 1996 - Gabriel Vaccari, pallavolista brasiliano
- 1997 - Barret Benson, cestista statunitense
- 1997 - Camille Cabrol, sciatrice freestyle francese
- 1997 - Oleksij Huculjak, calciatore ucraino
- 1997 - Butta Magomedov, calciatore russo
- 1997 - Mohamed Khalil Mansouri, canottiere tunisino
- 1997 - Aurélie Monvoisin, pattinatrice di short track francese
- 1997 - Jan Solans, pilota di rally spagnolo
- 1998 - Olbis Futo Andrè, cestista italiana
- 1998 - Tamsin Cook, nuotatrice australiana
- 1998 - Mohamed Doumbia, calciatore ivoriano
- 1998 - Giorgia Morera, ginnasta italiana
- 1998 - David Tweh, calciatore liberiano
- 1999 - Adut Akech, modella sudsudanese
- 1999 - Simen Bolkan Nordli, calciatore norvegese
- 1999 - Bülow, cantante canadese
- 1999 - Shaine Casas, nuotatore statunitense
- 1999 - Leandro Fernandes, calciatore olandese
- 1999 - Corrie Ndaba, calciatore irlandese
- 1999 - Markquis Nowell, cestista statunitense
- 1999 - Dynoro, disc jockey e produttore discografico lituano
- 2000 - Emanuel Aiwu, calciatore austriaco
- 2000 - Lalchungnunga, calciatore indiano
- 2000 - Ismaila Coulibaly, calciatore maliano
- 2000 - Roman Mory Gbane, calciatore ivoriano
- 2000 - Yoav Hofmayster, calciatore israeliano
- 2000 - Luke Plapp, ciclista su strada e pistard australiano
- 2000 - Wilfried Singo, calciatore ivoriano

## XXI secolo(11)
- 2001 - Jack Cooper Love, calciatore svedese
- 2001 - Alex Jankewitz, calciatore svizzero
- 2001 - Jimmy Kaparos, calciatore dominicano
- 2001 - Aleksandra Kałucka, arrampicatrice polacca
- 2002 - Taishi Brandon Nozawa, calciatore giapponese
- 2002 - Abakar Sylla, calciatore ivoriano
- 2004 - Justin-Noël Kalumba, calciatore francese
- 2005 - Oleksij Sereda, tuffatore ucraino
- 2005 - Thomas Sorber, cestista statunitense
- 2006 - Chrīstos Mouzakitīs, calciatore greco
- 2009 - Zyanya Parra, tuffatrice messicana

## Senza anno specificato(4)
- Ahmed Ben Bella, politico e rivoluzionario algerino († 2012)
- Joseph Boulogne Chevalier de Saint-George, compositore e violinista francese († 1799)
- Ikechukwu Onyeka, regista nigeriano
- Yūko Satō, doppiatrice giapponese